# إميلي بشارات
إمیلي بشارات (1913 - 2004) محامية، وناشطة سياسية أردنية محبة للعمل الخيري؛ اشتهرت لكونها أول امرأة في المملكة الأردنية تعمل بالمحاماة أول امرأة تنتسب لعضوية نقابة المحامين الأردنيين. أسست اتحاد النساء العربيات في خمسينيات القرن العشرين، ودافعت عن حق النساء في الانتخاب كما نشطت في المباحثات الدولية حول حقوق الفلسطينيين.

## نشأتها وتعليمها
ولدت إمیلي بشارات مع بدايات العقد الثاني من القرن العشرین في مدينة السلط، التي تقع في محافظة البلقاء على بعد 35 كم شمال غرب عمان. ویشیر الباحث ھشام عودة أنھا ولدت في نھایات عام 1913 لأسرة سلطي البشارات شیخ عشیرة البشارات المسیحیة، الذي كان يعد من كبار رجال مدینة السلط والبلقاء عامة، وكان له حضوره وفعله على الساحتین السیاسیة والاجتماعیة والعمل الوطني.
ترعرعت إمیلي في بیت والدھا بالسلط، كان لها شقيقتان. بعد تأسیس الدولة الأردنیة عام 1921، قام الأمیر عبد الله بن الحسین المؤسس بزیارة لبیت والدھا، حیث صدر بعد ذلك المرسوم الأمیري بمنحه لقب باشا، نظراً لمكانته داخل مدینة السلط وخارجھا وھي المكانة التي تكرست مع الأیام.
منذ صغرها أرادت بشارات أن تصبح محامية لكنها لاقت اعتراضًا من والدها الذي رأى أنه لا ينبغي على النساء الأردنيات العمل بمهنة سوى التدريس.
التحقت إمیلي بشارات بمدرسة «الفرندز للبنات» بمدینة رام الله في فلسطین، وكان علیھا وھي ذلك العمر أن تقیم بعیداً عن أھلھا فترات طویلة من العام، نظراً لعدم وجود مدارس رسمیة للبنات في تلك الفترة.
أنھت دراستھا بتفوّق وحصلت على شهادة الثانویة العامة، وعینت معلمة للغة الإنجلیزیة في مدرسة المعارف التي أنشئت بعمان في الثلاثینیات من القرن العشرین، غیر أن العمل لم یحد من طموحھا في تحصیل مزید من التعلیم، فالتحقت بالكلیة السوریة البریطانیة في مدینة بیروت، وواظبت على الدراسة فیھا حتى نالت شھادة الدبلوم في التعلیم، لتواصل العمل في التعلیم ولتكون من أوائل المعلمات في الأردن.
عندما توفي والد إميلي بشارات، لم يكن مسموحًا للنساء أن ترث لا مالاً ولا أملاك، فكان الميراث من نصيب أولاد أخيه (أولاد أعمام إميلي) بدلاُ من بناته. استخدمت بشارات مدّخراتها الشخصية لتمويل دراستها في كلية الحقوق في جامعة لندن الحضرية التي تخرجت منها بدرجة البكالوريوس.

## حياتها المهنية

### القانون
بعد أن نالت شھادة الدبلوم بالقانون، عادت بشارات إلى عمان لتكون أول محامیة أردنیة مسجلة في نقابة المحامین الأردنیین.

### النشاط السياسي
قدم لھا تخصصھا الجدید رؤية أوضح لواقع المرأة الأردنية، وأسست مع عدد من زمیلاتھا في العام 1945أول اتحاد نسائي في الأردن.
مع تصاعد وتیرة النشاط السیاسي في الأردن عمدت إمیلي بشارات مع رفیقاتھا إلى تأسیس اتحاد نسائي جدید تحت اسم «اتحاد المرأة العربیة» في خمسینیات القرن الماضي. كان لھذا الاتحاد نشاط نقابي وحزبي واضح، لذا أغلق بعد إعلان الأحكام العرفیة في أواخر العقد نفسه. على الرغم من ذلك واصلت إمیلي بشارات نشاطها الحقوقي وأصبحت عضواً في مجلس نقابة المحامین في أكثر من دورة، كما سعت لإكمال دراستھا الجامعیة، فسافرت إلى بریطانیا مرة أخرى وحصلت على شھادة البكالوریوس في الحقوق من لندن عام 1960.
عملت إمیلي بشارات مع ناشطات بارزات على تأسیس اتحاد المرأة للمرة الثالثة عام 1972، حیث أصبحت بشارات رئیسة لھذا الاتحاد الذي بدأ یحتفل بالیوم العالمي للمرأة منذ إقراره عام 1975، وأخذ الاتحاد یؤكد مكانته بین المؤسسات السیاسیة كالأحزاب والنقابات، وتصاعد نشاطه إلى الحد الذي دفع الحكومة لإغلاقه، وتأسیس اتحاد بدیل، غیر أن إمیلي ورفیقاتھا تمكن من الحصول على حكم من محكمة العدل العلیا بعدم قانونیة حل الاتحاد، لكن ظروفاً مختلفة أبقت الاتحاد معطلاً، إمیلي حافظت على نشاطھا الاجتماعي ونضالھا السیاسي، وقد حظیت نتیجة سنوات من الجھد والعمل المضني على مكانة عربیة بارزة، فنالت عضویة الاتحاد النسائي العربي العام، وكذلك عضویة الاتحاد النسائي الدولي، ومن المحطات المھمة في مسیرتھا النضالیة اختیارھا ممثلة عن اتحاد المحامین العرب في مؤتمر المرأة العاملة، الذي عقد في عاصمة العراق بغداد عام 1975، وجاء ذلك نتیجة لنشاطھا الدءوب وعضویتھا اتحاد المحامیات الدولي، لذا شاركت بعدد كبیر من المؤتمرات الدولیة كمؤتمر نیودلھي.
لعبت إمیلي بشارات ومثیلاتھا دوراً مؤثراً في تعدیل قانون الانتخابات، الذي تحقق عام 1974 مانحاً المرأة حق الانتخاب والترشح.
كذلك اهتمت بشارات بالدفاع عن حقوق الشعب الفلسطيني حيث سافرت إلى الولايات المتحدة الأمريكية عقب النكبة لإلقاء محاضرات حول حقوق الفلسطينيين. كما كتبتب العديد من المقالات في مجلة «الرائد» مستخدمة اسمًا مستعارًا هو «بنت الأردن».

### العمل الخيري
لم تقتصر جھودھا في الجانب السیاسي وحقوق المرأة، فقد كانت لھا إنجازات في مجالات تنمویة واجتماعیة عدیدة، فقد أسست عام 1951 أول میتم في الأردن، وكان ھذا المیتم نواة مبرة أم الحسین للأطفال الأیتام، كما ساھمت بقوة في تأسیس أول مدرسة للتمریض بدعم من ما یسمى النقطة الرابعة الأمریكیة عام 1953.

## وفاتها
توفیت بشارات عام 2004 عن عمر ناھز 90 عاماً، وقد حازت على أوسمة وشھادات تقدیر، وأطلق اسمھا على عدد من المراكز المتعلقة بأنشطة المرأة.
وقد أوصت بثروتها البالغة 500 ألف دينار أردني (700 ألف دولار أمريكي) إلى عدة جمعيات خيرية وللكنيسة. وتبرعت بمكتبتها، وطابعتها، ومكينة الحياكة الخاصة بها لمعهد الإخوات العالمي التابع للأمم المتحدة Sisterhood Is Global Institute.